# Ioanicești, Argeș
Ioanicești este un sat în comuna Poienarii de Argeș din județul Argeș, Muntenia, România.